# Иван Бобевски
Иван Хаджиниколов Бобевски е български опълченец и общественик, участник в Руско-турската освободителна война и Сръбско-българската война.
Бил е заместник-кмет на София, Заместник-председател на Опълченското поборническо дружество, както и основател, издател и редактор на изданието на дружеството – вестник „Юнак“ (заедно с Иван Кършовски).

## Кратка биография
Иван Хаджиниколов Бобевски е роден в Тетевен през 1854 г. в семейството на заможния търговец Никола Хаджистоянов Бобевски. Скоро търговските дела принуждават семейството да се пресели във Влашко. Тук Иван Бобевски установява връзки с редица революционери, сред които Васил Левски, Христо Ботев, Любен Каравелов, Филип Тотю и др.
През пролетта на 1877 г. се записва в Българското опълчение и участва в сраженията при Казанлък, Стара Загора и Шипка, за което е награден с „Георгиевски кръст“ за храброст.
През Сръбско-българската война от 1885 година е командир на трета доброволческа дружина.
В чест на неговият патриотизъм и отдаденост, на паметника „Цар Освободител“ в София Иван Бобевски е изобразен от скулптора Арналдо Дзоки. Неговата фигура стои зад тези на генерал Йосиф Гурко и граф Игнатиев.
След Освобождението е активен общественик, председател е на поборническото дружество в София, заместник-кмет на столицата и депутат.
Иван Бобевски получава специален подарък от руския император Николай II по случай 30 годишнината от Освобождението на България. Изработен е от 14-каратово злато, на лицевия капак е изобразен в барелеф руския държавен герб, а на гърба е гравиран вензелът на император Николай II, придружен от надпис на руски: „На опълченеца Иван Бобевски“. Часовникът е изработен във фабриката на Павел Буре в Русия. Понастоящем часовника е изложен в Националния Исторически Музей в София.